# عراقي (إسفراين)
عراقي (بالفارسية: عراقی) هي قرية تقع في قسم روئين الريفي (مقاطعة إسفراين) في إيران. يقدر عدد سكانها بـ 332 نسمة بحسب إحصاء 2016.